# Varažnouni
Les Varažnouni, Varajnouni ou Varazhnouni (en arménien Վարաժնունի) sont les membres d'une famille de la noblesse arménienne. Ces nakharark sont attestés dans les sources de 555 à 1000/1001. Certains d'entre eux s'illustrèrent au service de l'Empire byzantin.

## Histoire

### Tradition
Selon la tradition rapportée par l'historien médiéval arménien Moïse de Khorène, les Varažnouni seraient d'origine haïkide et remonteraient au jeune Varaž, habile chasseur distingué par le roi Artašès, qui l'aurait nommé intendant des chasses royales et l'aurait doté de terres dans la vallée de la Hrazdan, à l'ouest du lac Sevan,.

### Dans les sources
La première trace écrite de cette famille remonte cependant à 555, avec Hmayeak Varažnouni, et voit ces nakharark à la tête de terres effectivement situées dans la vallée de la Hrazdan, formant un canton au nom dérivé du leur, le Varažnounik, dans la province arménienne historique de l'Ayrarat. La famille semble en effet avoir obtenu à une date indéterminée ce canton autrefois rattaché au domaine royal, ce qui peut laisser supposer qu'elle est issue de la dynastie royale des Aršakouni ou d'une famille apparentée (peut-être du nord du lac de Van (Vaspourakan) où il existe un autre canton portant le même nom).
Les Varažnouni perdent leurs terres sous les Arabes et se réfugient alors au Vaspourakan, auprès des Arçrouni dont ils deviennent vassaux ; on dispose ainsi chez l'historien arménien des IXe et Xe siècles Thomas Arçrouni d'une mention d'un Mliah Varažnouni, martyr en 853. On les retrouve alors vers 1000 à la tête du canton vasprakanien de Varažnounik,. La dernière mention d'un des membres de cette famille est celle de Sahak Varažnouni, mort en 1000/1001 :

« En l'année 449 (21 mars 1000-20 mars 1001), il y eut paix et alliance solennelle entre l'empereur Basile et Sénékérim, roi arménien [du Vasbouragan]. Cette même année fut témoin de la mort de Sahag Marzban, seigneur de Varajnounik’ »

— Mathieu d'Édesse, Chronique, I.32.

## À Byzance
D'autres membres de la famille ont émigré en terres byzantines, où ils se sont mis au service des empereurs, comme peut-être Mleh le Grand (dans ce cas petit-fils du Mliah susmentionné), le premier stratège du thème de Lykandos, et le duc d'Antioche Pilardos Varažnouni.